# Autostrada A1 (Niemcy)
Autostrada A1 (niem. Bundesautobahn 1 (BAB 1) także Autobahn 1 (A1)) – autostrada w Niemczech prowadząca od Heiligenhafen nad Morzem Bałtyckim do Saarbrücken, o planowanej długości 774 km.
Od Lubeki (Lübeck) do Zagłębia Ruhry nazywana trasą Hanzy (Hansalinie). Odcinek między Hamburgiem a Heiligenhafen i jego przedłużenie do Puttgarden na wyspie Fehmarn (droga krajowa 207) jest określana trasą przelotu ptaków (Vogelfluglinie). Od skrzyżowania autostrad Köln-West do węzła autostradowego Vulkaneifel określana jako autostrada Eifel (Eifelautobahn) – od nazwy pasma górskiego Eifel, rozciągającego się od Akwizgranu na północy do Trewiru na południu.

## Planowanie i historia budowy

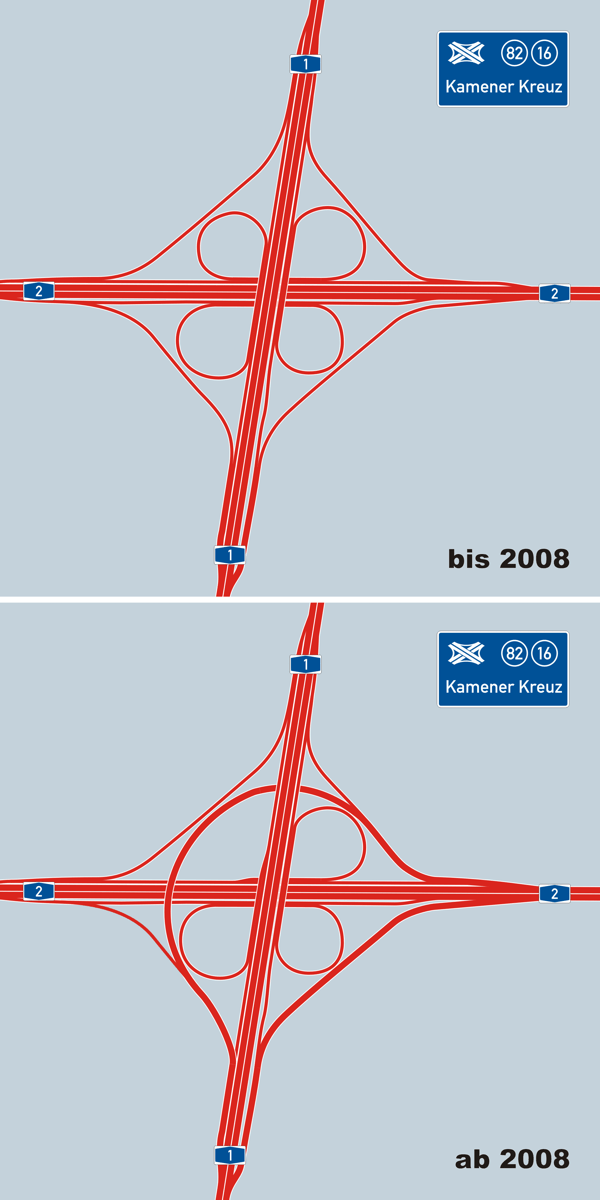
Węzeł Kamen
Na górze do końca przebudowy w 2008, na dole po przebudowie (od 2008)

A1 w Hamburgu

Już w końcu lat dwudziestych XX wieku rządy Partii Centrum Republiki Weimarskiej rozpoczęły planowania tras szybkiego ruchu, które spełniałyby następujące warunki: kilkupasmowe w obu kierunkach, pozbawione skrzyżowań i sygnalizacji świetlnej. Pierwsze prace nad trasą szybkiego ruchu w Niemczech rozpoczęły się w 1913 roku. Wybuch I wojny światowej spowodował przerwanie prac i dopiero w 1921 roku pierwszy i obecnie najstarszy w Europie odcinek został oddany do ruchu (AVUS w Berlinie). Tuż przed II wojną światową rozpoczęto budowę autostrady na obszarze gór Eifel, jednak do ruchu zdołano oddać jedynie krótki odcinek w obszarze Hasborn i prace budowlane zostały wstrzymane wskutek wybuchu wojny. W czasach narodowego socjalizmu plany rozbudowy sieci tras szybkiego ruchu były mocno forsowane przez członków partii. W końcu teraz były one już własnością Rzeszy Niemieckiej i to do niej należą początkowe i najstarsze odcinki dzisiejszych A1 i A2 w Niemczech (Reichsautobahnen).
Najstarsze odcinki autostrady A1 (w nawiasach rok oddania do użytku):
- Bremen – Hamburg (25 lipca 1936 roku)
- Hamburg – Lübeck (13 maja 1937 roku)
- Leverkusen – Remscheid (Lennep) (1 maja 1940 roku)

Odcinek od Bremen–Burglesum (obecnie A27) do Hamburg-Veddel (obecnie A255) miał znaczenie strategiczne – łączył porty położone nad Morzem Północnym. W 1962 roku oddano do użytku południową obwodnicę Hamburga. Jej budowa wymagała jednak mostu, który przecinałby Łabę w jej północnym biegu. W tym celu wybudowano nowoczesny (jak na tamte czasy) most na ukośnie rozpiętych linach dźwigara środkowego. Obwodnica połączyła w ten sposób obydwa najstarsze odcinki autostrady A1: Hamburg – Lübeck z Bremen – Hamburg. „Trasa Hanzy” od Bremer Kreuz aż po Kamener Kreuz (w Zagłębiu Ruhry) została oddana do ruchu w 1969 roku (w 2006 roku Kamener Kreuz gruntownie przebudowano).
Autostrada A1 krzyżuje się z A2 na pn. wschód od Dortmundu w miejscowości Kamen (Kamener Kreuz). To skrzyżowanie autostrad (w postaci koniczynki) zostało zaprojektowane i wybudowane w końcu lat 30. XX w. Pierwsze skrzyżowanie tego typu zostało zbudowane i oddane do ruchu w 1936 roku w Lipsku (skrzyżowanie autostrad A9 i A14 – Schkeuditzer Kreuz).
Pozostałościami po czasach zimnej wojny są drogowe nisze wybuchowe (Sprengschächte) pod autostradą w okolicach Lubeki (specjalne zagłębienia, w których można byłoby umieścić ładunki wybuchowe i na wypadek działań wojennych zniszczyć część autostrady, uniemożliwiając przejazd wojskom Układu Warszawskiego).

## A1 obecnie
Autostrada A1 to obecnie jeden wielki plac budowy. Na samej północy należy włączyć do ruchu autostradowego wybrzeże. Na całym przeciążonym (od ruchu) obszarze, na odcinku między Hamburgiem i Kolonią planuje się gruntowną modernizację autostrady tak, aby istniały co najmniej 3 pasy ruchu w każdym kierunku. Ponadto projekt zakłada budowę wielu węzłów i wjazdów na autostradę. W przebiegu części południowej A1 pozostaje również wiele „luk” do wypełnienia. Daleko idące plany przewidują ukończenie tych robót budowlanych do roku 2012.
Przedłużenie A1 na północy do Gremersdorf znajduje się w budowie i powinno zostać oddane do ruchu w 2007 roku. Autostrada będzie tutaj przebiegała pod wsią tunelem o nazwie Trog. Na wiosnę 2006 roku rozpoczęto budowę przedłużenia z Gremersdorf do Heiligenhafen-Mitte wykorzystując istniejącą drogę krajową B207. Ta powinna być ukończona w 2008 roku. Planuje się także przedłużenie A1 do Puttgarden tak, aby połączyć A1 z duńską E47 stałą przeprawą. Dotychczas istnieje tam jedynie połączenie promowe.
Ukończony został natomiast (i oddany do ruchu) wyjazd Barsbüttel (nr30). Na początku 2008 między Hamburg-Billstedt a AD Hamburg Süd-Ost wybudowana zostanie 6-„pasmówka”. Węzeł Delmenhorst-Ost (nr 58) zostanie przebudowany i wkomponowany w węzeł autostradowy Stuhr (nr 58a). W tym miejscu krzyżują się autostrady A1 i A28. Miejscowy wjazd/wyjazd zostanie przejęty przez węzeł Groß-Mackenstedt przy A28.
Węzeł Remscheid jest w trakcie budowy i powinien być gotowy do 2008 roku. Liczne prace mostowe i poszerzenia istniejących dróg to cele projektowe. Budowę 6-pasmowego odcinka od Rasthof Remscheid do węzła Remscheid w kierunku na Dortmund rozpoczęto 9 maja 2005 roku i do końca 2008 roku powinna być ukończona. Potem rozpoczną się prace w kierunku przeciwnym.
Odcinek od prowizorycznego wyjazdu Daun-Rengen do węzła Gerolstein (nowa B410) jest w budowie. Z początkiem 2007 roku rozpoczęły się prace na części odcinka AS Gerolstein – AS Kelberg (B410 między Dreis-Brück a Boxberg). Koniec prac na odcinku od Daun-Rengen przez Gerolstein do Kelberg planuje się na rok 2009.
Ponownie planuje się przekształcenie wjazdu/wyjazdu Wuppertal-Ronsdorf w węzeł, aby wypełnić południowo-zachodnią „lukę” obwodnicy wokół Wuppertal do autostrady A46. Wszystko to za sprawą tunelu Burgholztunnel oddanego do użytku 29 marca 2006 roku, który umożliwił szybkie połączenie A1 z A46.
W latach 70. XX w. powstały mosty dla węzła autostradowego Vulkaneifel. Połączenie stąd na północ, przez pasmo gór Eifel do miejscowości Blankenheim, zostało zrealizowane do drogi krajowej L-46 w Daun-Rengen. Brakujący odcinek pomiędzy krajową L-46 a B410 (wjazd Gerolstein) jest w budowie. Przeznaczono na to około 50 mln euro i w 2009 roku przewiduje się oddanie go do użytku. Początek budowy 3,5 km odcinka między Rengen i Gerolstein przy Dockweiler nastąpił 23 sierpnia 2005 roku. Budowa została symbolicznie otwarta przez Sekretarza Stanu Achima Großmanna. Odcinek Daun do Rengen oddany został do ruchu 6 grudnia 2005. Tam kończy się autostrada na prowizorycznym przyłączu. Do momentu ukończenia tego odcinka, aż po późniejsze przyłącze Gerolstein istnieje tam prowizoryczny wyjazd o tej samej nazwie.
Główne połączenie z Trewirem w kierunku Köln od węzła autostradowego Vulkaneifel przebiega na razie autostradą A48 do wyjazdu Mayen, następnie trasą szybkiego ruchu do Mending (B262) i stamtąd autostradą A61 na północ w kierunku Bonn/Kolonia. Alternatywnie można skorzystać z dalszego przebiegu A48 do Koblencji, gdzie od skrzyżowania autostrad Koblenz można również wykorzystać A61. Ostatnią alternatywną drogę można w końcu obrać przez Westeifel (drogi A60 i B51). Ruch jest tam jednak tak duży, że często powstają korki. Brakujący odcinek autostrady (której objazd omówiono powyżej), od mostu Rengen przy miejscowości Nordlen do miejscowości Blankenheim to jakieś 30-40 kilometrów.
Między 26 lipca 2006 a 1 sierpnia 2006, od wyjazdu Hagen-West a Westhofener Kreuz w kierunku Bremy, A1 była zamknięta z powodu złego stanu nawierzchni, wynikającego z upałów. Nawierzchnia stała się miękka i utworzyły się koleiny. Jednostronne obciążenie i wysokie temperatury zniszczyły 30-letnią nawierzchnię, którą usunięto i na nowo położono asfalt.

## Odcinki międzynarodowe
- E47: Heiligenhafen do skrzyżowania autostrad Lübeck
- E22: Skrzyżowanie autostrad Lübeck do węzła autostradowego Stuhr
- E37: Węzeł autostradowy Stuhr do skrzyżowania autostrad Köln-Nord
- E31: Skrzyżowanie autostrad Köln-Nord do skrzyżowania autostrad Bliesheim
- E29: Skrzyżowanie autostrad Bliesheim do Blankenheim/Tondorf
- E44: Węzeł autostradowy Vulkaneifel do Wittlich-Mitte
- E44/E42: Wittlich-Mitte do skrzyżowania autostrad Wittlich
- E44: Skrzyżowanie autostrad Wittlich do węzła autostradowego Moseltal
- E422: Węzeł autostradowy Moseltal do Saarbrücken-Burbach